# Gare de Bédarrides
Gare de Bédarrides – przystanek kolejowy w Bédarrides, w departamencie Vaucluse, w regionie 
Prowansja-Alpy-Lazurowe Wybrzeże, we Francji.
Został otwarty w 1854 r. przez Compagnie du chemin de fer de Lyon à la Méditerranée (LLM). Jest przystankiem kolejowym Société nationale des chemins de fer français (SNCF), obsługiwanym przez pociągi TER Provence-Alpes-Côte d’Azur.